# 阿萊克斯·洛佩茲
阿萊克斯·洛佩茲（西班牙語：Álex López；1988年1月11日—）是一位西班牙足球運動員。在場上的位置是中場。他現在效力於西班牙足球乙級聯賽球隊費羅爾。他也曾代表西班牙各級國青隊參賽。